# Edifício Itália
Edifício Itália – wieżowiec w São Paulo, w Brazylii, o wysokości 165 m. Budynek został otwarty w 1965 i posiada 46 kondygnacji.